# Torneo Preparación 2017 (Catamarca)
Con motivo que los equipos no pierdan ritmo hasta el Torneo Anual, la Liga Catamarqueña de Fútbol dispuso que se juegue el Torneo Preparación del Anual "Fiesta Nacional del Poncho" que durará aproximadamente un mes. Los puntos no se sumarán al acumulado que a fin de año determinará los descensos. Entrega a su vencedor la Copa Secretaria de Turismo.
Contará con la participación del Club Independiente de Huillapima, equipo que hará su debut absoluto en la Liga Capitalina.

## Formato

### Primera Fase
- El torneo se dividirá en 4 zonas, de 4 equipos.
- Los partidos serán a una sola rueda y con el sistema todos contra todos.
- Los equipos que resulten 1° en sus respectivas zonas, clasificarán a semifinales.

—Si hay igualdad de puntos entre dos equipos:
- En primera instancia, se aplicará el resultado del partido entre los clubes involucrados y el vencedor de ese encuentro se quedará con el primer lugar de la zona.
- En segunda instancia: se recurrirá a la tabla general y la posición se definirá conforme a la diferencia de goles y cantidad de goles a favor.
- En tercera instancia: los equipos en cuestión disputarán un partido definitorio a 90 minutos. Si hay empate, se define por penales y de allí saldrá el clasificado de la zona.
- Si hay igualdad de puntos entre más de dos clubes en la primera posición: la definición se producirá recurriendo a la tabla general, teniendo en cuenta mayor diferencia de goles y mayor cantidad de goles a favor. En caso de qué no exista una definición por esa vía, se realizará un sorteo en fecha y forma que determinará el Consejo Ejecutivo.

### Segunda Fase
- En Semifinales se medirán –a un solo partido– el primero de la Zona A con el de la Zona B y el ganador de la Zona C con el de la Zona D. En caso de igualdad, se definirá por penales.
- La final la disputrán el ganador de la llave 1 con el de la llave 2. En caso de igualdad, se definirá por penales.
- El equipo que gane la final será el campeón.

## Equipos
| Equipo                                              | Barrio                    |
| --------------------------------------------------- | ------------------------- |
| Club Deportivo Américo Tesorieri                    | B° Marco Avellaneda       |
| Club Deportivo Chacarita                            | B° La Chacarita           |
| Club Atlético Defensores del Norte                  | B° Piloto                 |
| Club Atlético Estudiantes de La Tablada             | B° La Tablada             |
| Club Sportivo Ferrocarriles del Estado de Chumbicha | B° Centro (Chumbicha)     |
| Club Atlético Independiente (Capital)               | B° Centro (Capital)       |
| Club Atlético Independiente (Huillapima)            | B° España (Huillapima)    |
| Asociación Juventud Unida de Santa Rosa             | B° 250 V.V.               |
| Club Social y Deportivo Parque Daza                 | B° Villa Parque Chacabuco |
| Club Atlético Policial                              | B° La Tablada             |
| Club Atlético Rivadavia                             | Ciudad de Huillapima      |
| Club Deportivo Salta Central                        | B° Fariñango              |
| Club Atlético San Lorenzo de Alem                   | B° Los Ejidos             |
| Club Atlético Sarmiento                             | B° Las Margaritas         |
| Club Atlético Vélez Sarsfield                       | B° Centro (Capital)       |
| Club Sportivo Villa Cubas                           | B° Villa Cubas            |

## Estadios
Estadio perteneciente a la Liga Catamarqueña, con una capacidad para 8.500 personas.
Este complejo deportivo pertenece a la Municipalidad de Capayán, se ubica en la localidad de Chumbicha y tiene una capacidad para aproximadamente 3.000 personas.

## Sorteo
El sorteo se realizó el día 13 de junio en la sede de la Liga Catamarqueña de Fútbol, donde se definieron los copones y el sistema de disputa.
| Cabezas de serie                                                      | Copón 1                                                            | Copón 2                                               | Copón 3                                                                              |
| --------------------------------------------------------------------- | ------------------------------------------------------------------ | ----------------------------------------------------- | ------------------------------------------------------------------------------------ |
| - Defensores del Norte - Policial - San Lorenzo de Alem - Villa Cubas | - Américo Tesorieri - Estudiantes - Ferrocarriles - Juventud Unida | - Chacarita - Rivadavia - Sarmiento - Vélez Sarsfield | - Independiente (Capital) - Independiente (Huillapima) - Salta Central - Parque Daza |

## Primera Fase

### Zona A

#### Tabla de posiciones
| Pos. | Equipo                    | Pts. | PJ | PG | PE | PP | GF | GC | Dif. |
| ---- | ------------------------- | ---- | -- | -- | -- | -- | -- | -- | ---- |
| 01.º | Atlético Policial         | 7    | 3  | 2  | 1  | 0  | 9  | 1  | 8    |
| 02.º | Chacarita                 | 4    | 3  | 1  | 1  | 1  | 7  | 4  | 3    |
| 03.º | Estudiantes de La Tablada | 3    | 3  | 1  | 0  | 2  | 3  | 8  | −5   |
| 04.º | Parque Daza               | 3    | 3  | 1  | 0  | 2  | 2  | 8  | −6   |

|  | El equipo que ocupe esta posición clasificará a las Semifinales |

#### Resultados
| Policial    | 3 - 0 | Estudiantes | Malvinas Argentinas | 24 de junio | 16:00 |
| Parque Daza | 2 - 1 | Chacarita   | Malvinas Argentinas | 25 de junio | 14:00 |

| Estudiantes | 2 - 0 | Parque Daza | Malvinas Argentinas | 30 de junio | 16:00 |
| Chacarita   | 1 - 1 | Policial    | Malvinas Argentinas | 1 de julio  | 14:00 |

| Estudiantes | 1 - 5 | Chacarita   | Malvinas Argentinas | 6 de julio | 14:00 |
| Policial    | 5 - 0 | Parque Daza | Malvinas Argentinas | 6 de julio | 16:00 |

### Zona B

#### Tabla de posiciones
| Pos. | Equipo                     | Pts. | PJ | PG | PE | PP | GF | GC | Dif. |
| ---- | -------------------------- | ---- | -- | -- | -- | -- | -- | -- | ---- |
| 01.º | Juventud Unida             | 9    | 3  | 3  | 0  | 0  | 6  | 0  | 6    |
| 02.º | Vélez Sarsfield            | 4    | 3  | 1  | 1  | 1  | 5  | 5  | 0    |
| 03.º | Defensores del Norte       | 2    | 3  | 0  | 2  | 1  | 2  | 3  | −1   |
| 04.º | Independiente (Huillapima) | 1    | 3  | 0  | 1  | 2  | 3  | 8  | −5   |

|  | El equipo que ocupe esta posición clasificará a las Semifinales |

#### Resultados
| Independiente (H)    | 2 - 4 | Vélez Sarsfield | Malvinas Argentinas | 23 de junio | 14:00 |
| Defensores del Norte | 0 - 1 | Juventud Unida  | Malvinas Argentinas | 23 de junio | 16:00 |

| Juventud Unida  | 3 - 0 | Independiente (H)    | Malvinas Argentinas | 30 de junio | 14:00 |
| Vélez Sarsfield | 1 - 1 | Defensores del Norte | Malvinas Argentinas | 2 de julio  | 14:00 |

| Defensores del Norte | 1 - 1 | Independiente (H) | Malvinas Argentinas | 7 de julio | 14:00 |
| Juventud Unida       | 2 - 0 | Vélez Sarsfield   | Malvinas Argentinas | 9 de julio | 16:00 |

### Zona C

#### Tabla de posiciones
| Pos. | Equipo            | Pts. | PJ | PG | PE | PP | GF | GC | Dif. |
| ---- | ----------------- | ---- | -- | -- | -- | -- | -- | -- | ---- |
| 01.º | Américo Tesorieri | 9    | 3  | 3  | 0  | 0  | 11 | 3  | 8    |
| 02.º | Villa Cubas       | 6    | 3  | 2  | 0  | 1  | 4  | 3  | 1    |
| 03.º | Salta Central     | 3    | 3  | 1  | 0  | 2  | 6  | 4  | 2    |
| 04.º | Sarmiento         | 0    | 3  | 0  | 0  | 3  | 2  | 13 | −11  |

|  | El equipo que ocupe esta posición clasificará a las Semifinales |

#### Resultados
| Salta Central | 5 - 1 | Sarmiento         | La Leonera | 25 de junio | 14:15 |
| Villa Cubas   | 1 - 3 | Américo Tesorieri | La Leonera | 25 de junio | 16:15 |

| Sarmiento         | 0 - 2 | Villa Cubas   | La Leonera          | 30 de junio | 16:00 |
| Américo Tesorieri | 2 - 1 | Salta Central | Malvinas Argentinas | 2 de julio  | 16:00 |

| Villa Cubas       | 1 - 0 | Salta Central | La Leonera          | 7 de julio | 16:00 |
| Américo Tesorieri | 6 - 1 | Sarmiento     | Malvinas Argentinas | 9 de julio | 14:00 |

### Zona D

#### Tabla de posiciones
| Pos. | Equipo                    | Pts. | PJ | PG | PE | PP | GF | GC | Dif. |
| ---- | ------------------------- | ---- | -- | -- | -- | -- | -- | -- | ---- |
| 01.º | San Lorenzo de Alem       | 9    | 3  | 3  | 0  | 0  | 8  | 5  | 3    |
| 02.º | Ferrocarriles (Chumbicha) | 6    | 3  | 2  | 0  | 1  | 6  | 4  | 2    |
| 03.º | Rivadavia (Huillapima)    | 3    | 3  | 1  | 0  | 2  | 5  | 5  | 0    |
| 04.º | Independiente (Capital)   | 0    | 3  | 0  | 0  | 3  | 3  | 8  | −5   |

|  | El equipo que ocupe esta posición clasificará a las Semifinales |

#### Resultados
| Independiente (C)   | 0 - 2 | Rivadavia (H) | Malvinas Argentinas | 24 de junio | 14:00 |
| San Lorenzo de Alem | 2 - 1 | Ferrocarriles | Malvinas Argentinas | 25 de junio | 16:00 |

| Ferrocarriles | 3 - 1 | Independiente (C)   | Polideportivo de Chumbicha | 1 de julio | 15:30 |
| Rivadavia (H) | 2 - 3 | San Lorenzo de Alem | Malvinas Argentinas        | 1 de julio | 16:00 |

| San Lorenzo de Alem | 3 - 2 | Independiente (C) | Malvinas Argentinas        | 7 de julio | 16:00 |
| Ferrocarriles       | 2 - 1 | Rivadavia (H)     | Polideportivo de Chumbicha | 8 de julio | 15:30 |

## Segunda Fase
|  | Semifinales         | Semifinales         | Semifinales       |                   |                | Final          | Final | Final |  |
|  |                     |                     |                   |                   |                |                |       |       |  |
|  |                     |                     |                   |                   |                |                |       |       |  |
|  | Policial            | Policial            | 0                 |                   |                |                |       |       |  |
|  | Policial            | Policial            | 0                 |                   |                |                |       |       |  |
|  | Juventud Unida      | Juventud Unida      | 2                 |                   |                |                |       |       |  |
|  | Juventud Unida      | Juventud Unida      | 2                 |                   | Juventud Unida | Juventud Unida | 1     |       |  |
|  |                     |                     |                   |                   | Juventud Unida | Juventud Unida | 1     |       |  |
|  |                     |                     | Américo Tesorieri | Américo Tesorieri | 4              |                |       |       |  |
|  | Américo Tesorieri   | Américo Tesorieri   | Américo Tesorieri | Américo Tesorieri | 4              | 4              |       |       |  |
|  | Américo Tesorieri   | Américo Tesorieri   |                   |                   |                | 4              |       |       |  |
|  | San Lorenzo de Alem | San Lorenzo de Alem | 2                 |                   |                |                |       |       |  |
|  | San Lorenzo de Alem | San Lorenzo de Alem | 2                 |                   |                |                |       |       |  |
|  |                     |                     |                   |                   |                |                |       |       |  |

### Semifinales
| 16 de julio, 16:00 (UTC-3) | Policial | 0 - 2   | Juventud Unida                     | Malvinas Argentinas, Catamarca |                          |
|                            |          | Reporte | 31' Ariel Ortega · 78' Lucas Tapia | Árbitro(s): Rubén Falcón       | Árbitro(s): Rubén Falcón |

| 15 de julio, 16:00 (UTC-3) | Américo Tesorieri                                                             | 4 - 2   | San Lorenzo de Alem                  | Malvinas Argentinas, Catamarca |                             |
|                            | Lucas Carrizo 20' · Matías Solohaga 21' · Iván Carrizo 46' · Lucas Romero 67' | Reporte | 3' Pedro Quiroga · 31' Rodrigo Nieva | Árbitro(s): Santiago Agüero    | Árbitro(s): Santiago Agüero |

### Final
| 22 de julio, 15:30 (UTC-3) | Juventud Unida   | 1 - 4   | Américo Tesorieri                                              | Malvinas Argentinas, Catamarca |                         |
|                            | Jorge Agüero 63' | Reporte | 28' 49' Lucas Romero · 47' Matías Solohaga · 82' Fernando Seco | Árbitro(s): Juan Rivero        | Árbitro(s): Juan Rivero |

|                                             |
| Club Deportivo Américo Tesorieri 17° título |
| Campeón Torneo Preparación 2017             |

## Clasificación General
Las tablas de rendimiento no reflejan la clasificación final de los equipos, sino que muestran el rendimiento de los mismos atendiendo a la ronda final alcanzada.
Si en la segunda fase algún partido se define mediante tiros de penal, el resultado final del juego se considera empate.
El rendimiento corresponde a la proporción de puntos obtenidos sobre el total de puntos disputados.
| Pos. | Equipos                    | Zn. | Pts. | PJ | PG | PE | PP | GF | GC | Dif | Rend. |
| ---- | -------------------------- | --- | ---- | -- | -- | -- | -- | -- | -- | --- | ----- |
| 1    | Américo Tesorieri          | C   | 15   | 5  | 5  | 0  | 0  | 19 | 6  | 13  | 100%  |
| 2    | Juventud Unida             | B   | 12   | 5  | 4  | 0  | 1  | 9  | 4  | 5   | 80%   |
| 3    | San Lorenzo de Alem        | D   | 9    | 4  | 3  | 0  | 1  | 10 | 9  | 1   | 75%   |
| 4    | Policial                   | A   | 7    | 4  | 2  | 1  | 1  | 9  | 3  | 6   | 58.3% |
| 5    | Ferrocarriles              | D   | 6    | 3  | 2  | 0  | 1  | 6  | 4  | 2   | 66.7% |
| 6    | Villa Cubas                | C   | 6    | 3  | 2  | 0  | 1  | 4  | 3  | 1   | 66.7% |
| 7    | Chacarita                  | A   | 4    | 3  | 1  | 1  | 1  | 7  | 4  | 3   | 44.4% |
| 8    | Vélez Sarsfield            | B   | 4    | 3  | 1  | 1  | 1  | 5  | 5  | 0   | 44.4% |
| 9    | Salta Central              | C   | 3    | 3  | 1  | 0  | 2  | 6  | 4  | 2   | 33.3% |
| 10   | Rivadavia                  | D   | 3    | 3  | 1  | 0  | 2  | 5  | 5  | 0   | 33.3% |
| 11   | Estudiantes de La Tablada  | A   | 3    | 3  | 1  | 0  | 2  | 3  | 8  | -5  | 33.3% |
| 12   | Parque Daza                | A   | 3    | 3  | 1  | 0  | 2  | 2  | 8  | -6  | 33.3% |
| 13   | Defensores del Norte       | B   | 2    | 3  | 0  | 2  | 1  | 2  | 3  | -1  | 22.2% |
| 14   | Independiente (Huillapima) | B   | 1    | 3  | 0  | 1  | 2  | 3  | 8  | -5  | 11.1% |
| 15   | Independiente (Capital)    | D   | 0    | 3  | 0  | 0  | 3  | 3  | 8  | -5  | 0%    |
| 16   | Sarmiento                  | C   | 0    | 3  | 0  | 0  | 3  | 2  | 13 | 11  | 0%    |

## Goleadores
| Jugador             | Equipo                     | Goles |
| ------------------- | -------------------------- | ----- |
| Lucas Romero        | Américo Tesorieri          | 7     |
| Matías Solohaga     | Américo Tesorieri          | 5     |
| Franco Contreras    | Salta Central              | 4     |
| Alan Agüero         | Chacarita                  | 3     |
| José Romero         | Ferrocarriles              | 3     |
| Lucas Carrizo       | Américo Tesorieri          | 3     |
| Adrián Coronel      | Independiente (Huillapima) | 2     |
| Ariel Ortega        | Juventud Unida             | 2     |
| Dante Bazán         | Rivadavia                  | 2     |
| Fernando Seco       | Américo Tesorieri          | 2     |
| Germán Hernández    | Policial                   | 2     |
| Gustavo Agüero      | Estudiantes de La Tablada  | 2     |
| Joel Córdoba        | Independiente (Capital)    | 2     |
| Jorge Agüero        | Juventud Unida             | 2     |
| Luis Castillo       | Policial                   | 2     |
| Marcos Cipolletti   | Villa Cubas                | 2     |
| Marcos Montoya      | Vélez Sarsfield            | 2     |
| Matías Castro       | Sarmiento                  | 2     |
| Omar Bracamonte     | San Lorenzo de Alem        | 2     |
| Pedro Quiroga       | San Lorenzo de Alem        | 2     |
| Tomás Moya          | Vélez Sarsfield            | 2     |
| Alberto Córdoba     | San Lorenzo de Alem        | 1     |
| Cristian Collantes  | Estudiantes de La Tablada  | 1     |
| Cristian Nieva      | Policial                   | 1     |
| Damián Nieva        | Salta Central              | 1     |
| Elio Aredes         | Parque Daza                | 1     |
| Facundo Chazampi    | Parque Daza                | 1     |
| Franco Suárez       | Juventud Unida             | 1     |
| Gaspar Toledo       | Rivadavia                  | 1     |
| Gastón Toledo       | Villa Cubas                | 1     |
| Gonzalo Aranda      | Chacarita                  | 1     |
| Guillermo Ariza     | Policial                   | 1     |
| Hugo Córdoba        | Ferrocarriles              | 1     |
| Iván Carrizo        | Américo Tesorieri          | 1     |
| Joel Ferreyra       | Policial                   | 1     |
| José Chumbita       | Ferrocarriles              | 1     |
| Kevin Córdoba       | Policial                   | 1     |
| Kevin Vergara       | Juventud Unida             | 1     |
| Leonardo Rojas      | San Lorenzo de Alem        | 1     |
| Lucas Agüero        | Chacarita                  | 1     |
| Lucas Tapia         | Juventud Unida             | 1     |
| Luis Chumbita       | Ferrocarriles              | 1     |
| Luis Sosa           | San Lorenzo de Alem        | 1     |
| Marcos Agüero       | Policial                   | 1     |
| Mario Brizuela      | Independiente (Huillapima) | 1     |
| Martín Quiroga      | San Lorenzo de Alem        | 1     |
| Maximiliano Nieva   | Juventud Unida             | 1     |
| Maximiliano Salcedo | Salta Central              | 1     |
| Mayco Coronel       | Defensores del Norte       | 1     |
| Miguel Rizzardo     | Villa Cubas                | 1     |
| Nelson Cordero      | Chacarita                  | 1     |
| Rafael Rodríguez    | Vélez Sarsfield            | 1     |
| Renzo Soto          | Independiente (Capital)    | 1     |
| Roberto Saquilán    | Chacarita                  | 1     |
| Rodrigo Cativa      | Defensores del Norte       | 1     |
| Rodrigo Herrera     | San Lorenzo de Alem        | 1     |
| Rodrigo Nieva       | Salta Central              | 1     |
| Sergio Herrera      | Américo Tesorieri          | 1     |
| Walter Bazán        | Juventud Unida             | 1     |
| Walter Silva        | Rivadavia                  | 1     |

## Autogoles
| Lista de Autogoles | Lista de Autogoles | Lista de Autogoles | Lista de Autogoles | Lista de Autogoles | Lista de Autogoles | Lista de Autogoles | Lista de Autogoles | Lista de Autogoles | Lista de Autogoles | Lista de Autogoles | Lista de Autogoles |
| ------------------ | ------------------ | ------------------ | ------------------ | ------------------ | ------------------ | ------------------ | ------------------ | ------------------ | ------------------ | ------------------ | ------------------ |

| Jugador       | Equipo              | Rival     | Goles |
| ------------- | ------------------- | --------- | ----- |
| Pablo Aguirre | San Lorenzo de Alem | Rivadavia | 1     |